# José Pérez Ocaña
José Pérez Ocaña   (Cantillana, 24 de març de 1947 - Cantillana, 18 de setembre de 1983), més conegut com a Ocaña, va ser un performer, artista, anarquista i activista LGBT espanyol.
Ocaña, qui va ser una icona de resistència de la dictadura franquista durant la transició espanyola, és una de les figures clau oblidades per la historiografia de l'art espanyol. Les seves performances i accions diverses, coetànies al naixement del moviment punk i dels primers moviments de protesta LGTB, prefiguraren les pràctiques de desobediència sexual i de gènere que començarien a agrupar-se sota el nom de 'activisme queer' a principis dels anys vuitanta.

## Biografia
Va néixer a Cantillana, un poble de la província de Sevilla, Andalusia. Homosexual reconegut i orgullós de ser-ho, va abandonar en 1971 la seva localitat natal a causa de la intolerància i a la marginació, per traslladar-se a Barcelona, la ciutat ideal per expressar el seu art i les seves idees transgressores. Es declarava anarquista (històriques les seves performances durant les Jornades Llibertàries Internacionals de la CNT de 1977 al parc Güell). Allí va viure a la Plaça Reial, on tenia un altar amb una imatge de la Verge de l'Asusumpció, que protagonitzava una de les grans festes de Cantillana (15 d'agost), omple de flors la balconada, i va conèixer a artistes com Nazario i Copi. Va viure humilment en una golfa barcelonina, exercint l'ofici de pintor de brotxa grossa per subsistir.
Encara que el seu art era apreciat per molts, va destacar per la seva forma de viure, per expressar-se lliurement sense atendre a les possibles conseqüències d'un país encara anquilosat en uns valors arcaics i perillosos. Era un personatge típic de les Rambles, es transvestia sense cap embut a plena llum del dia amb una mescla d'andalusa i de religiositat típica de la seva terra i vivia envoltat dels qui el volien i entenien.
El setembre del 1983 va tornar a Cantillana per celebrar unes festes de carnestoltes i reunir-se amb la seva família. Allí va confeccionar i va vestir una disfressa de sol elaborat amb paper, tela i bengales, que es va cremar i li va produir cremades greus. El 18 de setembre de 1983, una setmana després d'haver-se cremat accidentalment, moriria a l'hospital d'hepatitis, que havia empitjorat arran del debilitament general del seu organisme.

## Homenatges
- Ventura Pons li va dedicar en 1978 la seva primera pel·lícula-documental Ocaña, retrat intermitent, en la qual es parla de la vida del polèmic pintor, i en la qual es representa a si mateix[6]
- Nazario li va retre homenatge al còmic Alí Babá y los 40 maricones.
- Carlos Cano li dedicà la cançó "Romance a Ocaña", que també va ser gravada per María Dolores Pradera.
- María José Magaz Marcos li dedicà el llibre de poemes "En tu recuerdo" (Barcelona, 1984) ISBN 84-398-1091-1 / 8439810911
- També se li han dedicat obres de teatre, com Copi i Ocaña al Purgatori, de Marc Rosich., els que li van conèixer, no dubten de la rellevància d'aquest personatge.
- El 25 de setembre de 2009 se li va retre homenatge en un sentit acte a la Plaça Real de Barcelona.
- La seva família posseeix tota la seva obra pictòrica, que exposa, en part, en un bar de la seva propietat.
- Juan José Moreno i Manuel Huete dirigeixen el documental, Ocaña, la memoria del sol on s'apropen a través de testimonis, fotografies i imatges inèdites.(2009)[7]
- El 26 d'abril de 2014 va rebre a Sevilla el Premi Honorífic "Adriano Antinoo", els més importants a nivell nacional en matèria de lluita en pro de la igualtat en la diversitat. La lectura de la semblança la va fer l'alcaldessa de Cantillana, Angelines García, i el premi el va recollir la seva germana Luisa "la reina".